# 別告訴我
《別告訴我》（英語：Don't Tell Me）是美國女歌手瑪丹娜在2000年11月發行的歌曲，為她第八張錄音室專輯《音樂聖堂》（英語：Music）所推出的第二支單曲，《別告訴我》不約而同在英美單曲榜都獲得第4名。

## 資料

### 歌曲簡介
〈別告訴我〉由瑪丹娜與其妹婿喬·亨利（Joe Henry）共同譜寫製作，喬·亨利是一位跨越搖滾、鄉村、民謠、爵士等類型的音樂創作人。〈別告訴我〉是改編喬·亨利自己的歌曲〈Stop〉而來，瑪丹娜與喬·亨利以空心吉他和鍵盤旋律架構出整首曲子，並將時下的流行電音融合進純樸的鄉村曲調當中。而歌曲一開始巧妙的間斷安排，著實還會讓聽眾有“跳針”的錯覺。

### 商業成績
〈別告訴我〉被安排在拿下四週冠軍的〈音樂聖堂〉之後發行，因此當〈別告訴我〉在2000年12月9日首週入榜進駐第78名時，後勁極強的〈音樂聖堂〉還持續的停留在20名內。由瑪丹娜之前的紀錄來看，〈別告訴我〉在榜內攻頂的速度不算快，所以在經過快兩個月的緩慢爬升之後，這支單曲終於在2001年2月3日晉升到第4名，就在蟬連兩週第4名之後名次開始下降。〈別告訴我〉在榜內一共停留了17週，單曲銷售量突破50萬張，成為瑪丹娜第24張金唱片，這剛好平了披頭四的紀錄，瑪丹娜與披頭四同以24張金唱片並列為美國唱片史上擁有金唱片總數第二多的藝人，僅次於貓王的51張。
在2001年告示牌年終百大單曲排行，〈別告訴我〉位居第34名。而〈別告訴我〉除了在美國獲得第4名外，在2000年12月9日就已經先一步登上英國單曲榜的第4名了。

### 單曲收錄
〈別告訴我〉除收錄於瑪丹娜2000年第八張錄音室專輯《音樂聖堂》（英語：Music）中，日後亦收錄於她2001年的《就是娜精選輯》（英語：GHV2）以及2009年的《娜經典》（英語：Celebration）兩張精選輯中。